# Porteirão
Porteirão is een gemeente in de Braziliaanse deelstaat Goiás. De gemeente telt 3.158 inwoners (schatting 2009).